# 神偷II：金属时代
《神偷II：金屬時代》是一款2000年发行的隱蔽類遊戲，由望遠鏡工作室開發，Eidos Interactive發行。與前作《神偷：暗黑計劃》相同，遊戲主角為神偷加洛特，在蒸汽朋克大都會「城市」中逐步揭曉一股新勢力的陰謀。
遊戲設計以前作為基礎，回應了玩家對前作的意見反饋，改以市區潛行為核心，同時減少使用怪物敵人和迷宮關卡。遊戲於1999年E3遊戲展公佈，作為望遠鏡工作室與Edios之間發行神偷系列遊戲合約的延續。工作室在遊戲開發時已面臨破產，以Eidos預付資金繼續營運。
遊戲獲正面評價，初期銷情勝於前作，但望遠鏡工作室財政狀況因遲遲未獲遊戲專利費而雪上加霜，最終在2000年5月關閉，續作《神偷III》開發計劃亦被取消。系列第三作《神偷：致命暗影》交由離子風暴工作室開發，由Eidos於2004年發行。

## 遊戲操作

玩家右手持有鈍頭棒，藏身於黑暗地域中躲避巡經的守衛。螢幕底部左方之盾牌列為生命值，其右方之光測器目前全黑，顯示主角極難被發現。

遊戲採用第一人稱視角和3D環境，玩家需要完成任務目標，同時減少露面或發出聲響（如利用黑影或寧靜的地面前進）以避開如守衛等敵人的注意。遊戲界面上的光測器能顯示主角的能見度。玩家可選擇與敵人進行正面戰鬥但容易被擊敗。
遊戲設有15個任務關卡，玩家可選擇不同方式進行任務。玩家可利用鈍頭棒擊昏守衛，也可以弓箭或劍殺敵，敵人屍體可被撿起藏在其他地點。遊戲除設有人類敵人亦有保安自動機和監控攝影機。任務中玩家可偷取貴重物品以在下一任務開始前購買補給品和用具。主角主要用具為特化箭桿，如使火光熄滅以製造更多黑影之「水箭」、在地面散佈苔蘚以吸收腳步聲響之「苔蘚箭」、射出後能垂下繩索協助爬住高處之「繩箭」等。
遊戲設計圍繞策略，玩家需要透過偵察、翻閱地圖和觀察敵巡邏路線計畫行動。主角的機械義眼擁有變焦功能，亦能與投擲監視器「偵察球」（Scouting Orb）連接，偵察球擲出後能以其視角監察遊戲世界，直至正常視界恢復為止。敵人位置能透過聆聽其腳步聲與說話判斷。在遊戲最高難度中，殺死人類敵人將導致任務失敗，部分任務禁止擊昏任何守衛。

## 劇情

### 背景
與前作《神偷：暗黑計劃》相同，遊戲設定於帶有中世紀與維多利亞時代影子、魔法與蒸汽技術共存之蒸汽朋克大都會「城市」（The City），市內三大勢力為追求科技文明之「聖槌教團」（Hammerites）、崇拜大自然神祇「妖神」（Trickster）之「異端派」（Pagans）、以及維持中立的秘密組織「管理員」（Keepers）。遊戲發生在前作結束一年後，妖神把城市回歸原始大自然的暗黑計劃被破壞，自身也被加洛特殺死，極致追求機械文明之狂熱分子「機械教團」（Mechanist）自聖槌教團分裂，其機械發明被警方採用以打擊罪案。異端派處於劣勢並被驅逐至市外荒野，以游擊戰與機械教團展開對抗。
遊戲主角為在前作中殺死了妖神的神偷加洛特，新任警長哥文·杜魯亞特（Gorman Truart）以零容忍政策打擊罪案並致力追捕加洛特。於前作與加洛特敵對之妖神前同伴域多利亞（Viktoria）決定拉攏加洛特對抗機械教團。遊戲的主要敵人為精神不穩且厭惡自然世界之機械教團創教人卡拉斯（Karras）。

### 情節
承接前作《神偷：暗黑計劃》，加洛特繼續其盜賊生涯，一天晚上城市警隊對其設下陷阱，加洛特逃過埋伏後認為自己正被新任警長哥文·杜魯亞特追殺。不久加洛特被管理員邀請前往聽取一段關於「金屬時代」之預言但不以為然，準備離去前被告知警長受僱於人而進行追殺並被交予一封信件，指示前往竊聽機械教團一場會談。加洛特從會談中獲悉警長與機械教團創教人卡拉斯計畫把無家可歸者改造為沒有意識之「傭人」（Servants），各傭人戴著之面具能放出紅色的不明氣體，能使附近人類化為塵鏽。警長答應為卡拉斯之傭人計劃提供二十名受害者，但其說話被卡拉斯以留聲機錄下作勒索之用。
為使警長供出幕後僱主，加洛特前往銀行保險庫偷取了留聲機，但在潛進警長宅第後發現警長已被刺殺，案發現場之證物指向警官莫斯里（Mosley）。加洛特對莫斯里進行監視並發現她一天晚上手持一可疑信件外出，一異端教徒接收信件後被機械教徒攻擊，隨即逃進附近墳場內的傳送門離開城市，加洛特尾隨到達市外森林區域並遇上樹靈兼異端教首領域多利亞，在她堅持下二人訂下盟約對抗機械教團。域多利亞著加洛特潛入卡拉斯辦公室搜集機械教團「鯨魚計劃」（Cetus Project）的情報，任務中加洛特亦獲悉卡拉斯欲把其蒙面傭人贈予市內一眾貴族。加洛特從辦公室中偷取之圖解未能提供鯨魚計劃更多情報，但提及計劃地點馬卡漢之島（Markham's Isle）和監督人卡弗多（Cavador），加洛特潛入島上基地發現計劃本體乃一艘潛水艇，其後乘坐它前往卡弗多所在地將其綁架帶回。
卡弗多被域多利亞盤問後表示卡拉斯要求他提供兩種遺物：傭人配戴之黃銅面具和被稱作「耕種機」（cultivator）的農業器具。同時卡拉斯為準備其計劃而藏身於機械教團大教堂中。加洛特取得一耕種機後與域多利亞進行研究並了解卡拉斯之計劃：傭人放出之紅色氣體來自面具內置的耕種機，氣體本名「鏽氣」（rust gas），能噬食有機物質造成連鎖反應而使自身數量不斷上升。卡拉斯把傭人贈予擁有花園的貴族，從而使連鎖反應以最大程度進行。域多利亞計畫在卡拉斯啟動耕種機前把所有傭人引至密封之機械教團大教堂內，繼而在教堂施放植物讓連鎖反應進行從而殺死卡拉斯，但加洛特認為計劃風險過高而拒絕。域多利亞在加洛特離去後獨自突襲大教堂但被機械教團之保安自動機攻擊，隨後為製造足夠植物充注大教堂而犧牲。加洛特完成域多利亞的計劃後離開大教堂，所有傭人在教堂內施放鏽氣產生連鎖反應殺死了卡拉斯。事後管理員向加洛特表示卡拉斯之計劃和域多利亞之死應驗預言所示，加洛特獲悉預言仍有下文時決定了解更多。

## 開發

### 早期製作
遊戲設計於1999年1月展開，團隊目標為以前作《神偷：暗黑計劃》為基礎並加以擴充。遊戲總監史蒂夫·皮爾索表示《暗黑計劃》為一次試驗，當時的團隊為減低風險而在部分環境解謎任務中加入探索或冒險元素，《神偷II》則更強調潛行匿跡，戰鬥相比前作亦被淡化。基於玩家和評論員對前作的意見反饋，團隊決定減少使用迷宮關卡和不死生物等怪物，改用市區環境和人類敵人。皮爾索表示前作的怪物有別於人類敵人，未能發出清晰訊號讓玩家得悉被發現而不獲好評，團隊因此在本作中改善了非人類敵人的聲音提示。
遊戲製作於2月展開，工作室決定以原設計師和新隊員各佔一半的比例組成開發團隊，亦為確保開發進度而挑選性格和創意上能融合的人員。遊戲雜誌《Adrenaline Vault》總編輯因對前作評價正面而被僱用為初級設計師，離子風暴工作室成員理奇·卡爾森（Rich Carlson）與伊卡·凱萊能，以及望遠鏡工作室合約員工泰莉·布羅斯易斯被顧用為全職設計師。團隊三分之一成員為女性，遊戲總監認為這可提高團隊動力。承襲望遠鏡工作室的傳統，開發團隊在無牆空間內工作以便各人交談，遊戲編劇認為此工作環境使對話此起彼落，當出現有趣的東西時眾人均聚集觀看。
開發工作進行首數月期間，團隊經常聚集觀看與加洛特角色性格或遊戲視覺設計相關的電影，包括《黑獄亡魂》、《魯邦三世卡里奧斯特羅之城》、《M就是凶手》和《大都會》。遊戲總監表示後兩者乃遊戲美學之最大靈感來源，劇情最大靈感則來自小說《玫瑰之名》，團隊亦從美國作家弗里茨·莱伯筆下兩名劍與魔法冒險人物范赫德與灰鼠夾獲得靈感。遊戲劇情以三幕結構創作：主角於第一幕自私自利，於第二幕成為私家偵探，最後於第三幕成為像占士邦的角色。城市科技和建築風格受維多利亞時代倫敦之影響，部分地區被賦予裝飾風藝術主題從而帶有1989年電影《蝙蝠俠》的感覺。首席藝術師在歐洲度假期間拍攝了超過二千張相片，作為遊戲內眾多材質的參考。
遊戲以第三版之黑暗引擎開發，此引擎亦用作開發前作和《網路奇兵2》。遊戲總監表示黑暗引擎成為了獲深入理解的開發環境，使開發過程更容易進行。為《網路奇兵2》製作之引擎更新（包括高彩色）亦被用於遊戲中。遊戲角色模型之多邊圖數量約為前作模型之兩倍，角色頭部被增加大量細節使角色更真實。黑暗引擎內部分未在前作和《網路奇兵2》中使用的人工智能於本作中被用上，使遊戲內敵人能察覺環境轉變，遊戲亦增加了霧和雨等天氣效果；製造天空和雲朵的科技取自望遠鏡工作室另一遊戲《無限飛行III》。

### 公開及中期製作
遊戲在1999年5月13日於E3遊戲展中公佈，作為望遠鏡工作室與Eidos Interactive於5月7日（遊戲開發工作展開後約三個月）簽署之合約一部分：以《神偷：黃金》為首作，為《神偷系列》推出四款遊戲。遊戲示範於E3中展出，展示更新版的黑暗引擎能造出著色光線、更細緻的角色模型和更大的環境。開發團隊表示他們加入了更多設有人類敵人的關卡和預計發行日期為2000年春季，有關引進多人合作模式的計劃亦在展覽中公開。IGN成員傑森·比茨（Jason Bates）表示遊戲的展出造成了些微哄動且吸引了一小群忠實旁觀者。
開發團隊於7月已開始進行遊戲關卡之早期設計，關卡設計因遊戲更強調潛行而改變：系列內最偏重潛行的任務均以市區行劫為主，但遊戲總監表示各關卡多次重複容易生厭，團隊因此使各關卡任務目標多樣化，包括綁架、勒索和竊聽。首兩個關卡之設計理念為讓新玩家掌握遊戲核心玩法，同時為免使舊玩家失去興趣而不設教學任務。團隊在設計任務時大多先決定任務目標，繼以草擬關卡設計和進行同行評審以決定是否採納。各關卡由多人合作設計而非由單一設計師完成，設計師蘭迪·史密斯表示前作之關卡為配合劇情而製作，但團隊在設計本作關卡時則以製作優質任務為優先，再修改劇情以配合任務。史密斯承認協調雙方並不容易。
遊戲之聲效團隊由三人組成，聲效總監為艾力克·布羅斯易斯。布羅斯易斯表示各人沒有明確的職位，因此需要負責一切工作。遊戲與前作同樣設有能實時模擬聲波傳播的聲音引擎，為產生逼真的聲波傳播，各關卡地型被輸入關卡編輯器和一獨立資料庫，能根據空間特性與不同空間的相連方式逼真地傳播聲音，例如聲響可無阻地通過被打開了的門，但門被關上時則會被阻隔。團隊以環境音效擴展技術2.0之新功能「栓塞」（occlusion）使遊戲聲效環境更逼真和使玩家能聽見門另一方的聲音。遊戲聲效、音樂和語音數量均比前作高，音樂設計理念與前作相同，目標為把背景聲響與音樂結合，但布羅斯易斯其後指出前作之聲軌乃簡單而催眠的短旋律，因只長達數秒而不斷重複播放，本作之聲軌則更長和更精心編寫。布羅斯易斯認為此舉有正面效果，但聲效環境不容易使玩家投入遊戲世界。
遊戲美工師丹尼爾·斯朗（Daniel Thron）回歸製作劇情畫面。他以Adobe After Effects將多層插畫和色鍵拍攝真人演出的片段結合製成動畫。上述技術源自前作，由遊戲設計師肯恩·雷域恩提議使用之動態漫畫劇情畫面改良而成。電影《橡皮頭》與《象人》對劇情畫面風格有重要影響。

### 後期製作
開發團隊於1999年10月已廢除遊戲之多人模式，遊戲總監對此表示工作室資源不足以同時製作多人模式和高質的單人遊戲，但計畫於2000年1月遊戲開發工作完成後不久推行一款只限多人模式之神偷遊戲。工作室財政狀況隨著遊戲開發工作繼續進行而面臨嚴重困難，一員工表示Eidos需在開發階段最後數月期間每星期發出支票以支援工作室之財政消耗，開發工作最終耗費約250萬美元。工作室總裁保羅·尼烏勒夫表示Eidos不容許遊戲延期推行，即使延誤一天亦有嚴重後果；工作室一位匿名員工其後於新聞網站《Salon.com》表示Eidos說他們要麼在最後財政季度推出遊戲，要麼死亡。
2000年1月，遊戲總監確認遊戲已進入Beta開發階段，開發團隊大多已在對遊戲進行微調、修繕和漏洞修正。總監表示遊戲開發工作於2月初幾乎完全準時，但接近尾聲時則落後而需進入危急時期以追回進度。2月24日，Eidos數名遊戲測試員參與開發工作，團隊被指處於超級危急模式中但眾人士氣高昂，部分員工為確保遊戲趕及於3月發行而在辦公室睡覺和不洗澡。遊戲程式師馬克·勒布朗克（Marc LeBlanc）其後表示有感遊戲製作倉促而影響了質素，但團隊仍達到了目標而遊戲能在2000年3月23日推出。Eidos就工作室完成遊戲加快批出報酬。

## 評價
遊戲評價普遍正面。《GameRankings》給予遊戲89.14分；《電腦遊戲世界》成員湯馬士·L·麥當勞（Thomas L. McDonald）表示遊戲內一切比前作更大、更清晰、更好和更有效能，劇情良好，關卡宏大精細，當中的建築物複雜和美觀，但認為圖像缺乏生氣，總結遊戲是各玩家的一款獨特遊；《PC Gamer US》成員吉姆·布里斯頓（Jim Preston）認為遊戲比前作更完善和更有目標，亦對遊戲刪除不死生物戰鬥予以讚揚，但對圖像作出批評，總結遊戲是一大佳作。
《GameFan》成員傑森·托雷斯（Jasen Torres）表示遊戲增加了使系列出色的元素和減少了討厭的東西，如果玩家喜歡前作，也會喜歡本作，同時讚揚遊戲刪去屠殺不死生物的關卡，亦相信遊戲聲效優於任何其他遊戲。托雷斯也指出遊戲圖像不俗，劇情沒有驚喜但良好，認為遊戲的重點在於遊玩方式而非劇情，並總結遊玩過程相當有趣和引人入勝；《Computer Games Magazine》成員本傑明·E·索尼斯（Benjamin E. Sones）認為遊戲劇情相當不俗但批評工作室未有為新玩家提供前作劇情的詳情，亦指出聲效設計傑出而遊戲圖像可以接受，任務設計出色和使遊戲世界富有生氣活力，總結遊戲未必完美但達到水準。
《紐約時報》成員查爾斯·哈洛特（Charles Harold）認為遊戲對一眾美化暴力的遊戲而言是另一清新選擇，劇情薄弱但遊戲世界異常逼真，敵人工智能是真實智能之絕佳模仿；《GamePro》成員巴利·布蘭索爾（Barry Brenesal）認為遊戲提供充實的遊玩體驗但不如前作驚喜，劇情屬行內頂級，任務多變和構成了一個更大的世界，但對其線性發展作出批評，同時認為遊戲材質和光效良好但人物面孔細節不足和以患上關節炎形容其走動姿勢；《PC Zone》成員保羅·布雷斯里（Paul Presley）認為遊戲關卡更大但比前作簡單，任務目標變化不足，圖像技術過時且未能實時反映光暗效果，使各環境欠真實感，但遊戲氣氛仍足以使玩家投入，聲效設計亦值得讚揚，總結遊戲是新瓶舊酒的前作，為續作而續作的代表例子。
遊戲剛發行時成為最暢銷電腦遊戲之一，早期銷路勝於工作室以往任何商業上成功之作品。直至2000年末，遊戲於美國賣出約67,000份，獲利237萬美元。

## 售後情況
遊戲雖然商業上取得成功，但望遠鏡工作室未能在數月內獲得專利費，財政亦因較早前數款遊戲銷情欠佳和開發超支而陷入困難，與工作室Irrational Games協議共同開發之一款隱蔽類遊戲同時被取消。史蒂爾馬克表示專利費的延誤使工作室面臨破產風險。工作室管理層原定與Eidos簽署了收購協議，但後者因旗下工作室離子風暴耗資四千萬美元開發之遊戲《大刀》銷情欠佳而突然陷入財政困難。各因素導致望遠鏡工作室於2000年5月24日關閉，遊戲原定之後繼作品《神偷II：黃金》（Thief II Gold）與《神偷III》（Thief III）宣告取消。

### 續作
《神偷》系列原定為三部曲，《PC Zone》成員基夫·布連（Keith Pullin）表示《神偷III》於工作室關閉時被指已達相當深入之開發階段，史密斯和泰莉已被任命為首席設計師，對遊戲概念之開發工作已長達數月。史密斯於工作室關閉後撰寫公開信，表示《神偷III》劇情原定圍繞管理員和在一個開放自主的城市內發生，泰莉表示加洛特將了解其行動帶來之後果，從以往只懂收受而學會施予，玩家將在探索開放式世界期間逐步了解劇情。遊戲當時已有深入計畫引進多人合作模式，新遊戲引擎亦已在開發中。《神偷》系列知識產權在工作室關閉清盤後被拍賣，遊戲能否成為三部曲備受質疑，新聞網站《Salon.com》形容與電影公司盧卡斯影業在發行《星球大戰：帝國反擊戰》後關閉的情況相近。2000年8月9日，Eidos宣佈獲得《神偷》系列版權。
《神偷III》開發工作被分配至由遊戲設計師沃倫·史畢托領導之離子風暴奧斯丁分公司，工作室當時剛完成開發《駭客入侵》。8月10日，史畢托認為工作室首要目標是組織核心開發團隊，其中應包括部分望遠鏡工作室前僱員以設計遊戲和劇情，《神偷II》四名開發成員（包括史密斯和泰莉）因而獲聘進行開發。8月16日，離子風暴表示《神偷III》概念作品將自9月開始公開，團隊計畫為遊戲系列聯繫一切未交待清楚的情節和直接以望遠鏡工作室當時已有之概念作品為基礎。遊戲最後名為《神偷：致命暗影》，於2004年5月25日發行，對應微軟視窗與Xbox。

### 玩家團體擴充
望遠鏡工作室關閉後不久，以「黑暗工程公會」（Dark Engineering Guild）為名之玩家團體開始開發《神偷II》之擴充模組《神偷2X：金屬時代之影子》（Thief 2X: Shadows of the Metal Age），用以填補《神偷III》被取消後造成之空檔期，但在《致命暗影》公開和發行後決定繼續開發。模組開發耗時五年，於2005年發行，遊戲主角為年輕女子薩雅（Zaya），在到達城市後為逃避追殺而藏身於一所鬧鬼洋館中，遇上居於其中但別有用心之異端派隱士馬利克（Malak），薩雅被說服決定踏上復仇之路，成為馬利克弟子學習成為盜賊。模組劇情約在《暗黑計劃》完結後開始，至《神偷II》中期結束，描述了警長之崛起和機械教團之早期故事。遊戲設有13個任務，使用了新劇情畫面和錄製了約三千句新台詞。團隊把薩雅設定為一名體魄強健且帶有中東與北非特徵的女子，但避免與迪士尼動畫《花木蘭》主角相近。
評論對模組評價普遍正面。《PC Gamer US》成員畢特·托特（Brett Todd）對模組授予「本月最佳模組」獎，認為它欠缺官方遊戲之神秘魅力但非常逼近；《Jolt Online Gaming》評論對模組之圖像予以讚揚和認為任務設計非常出色，雖然遊戲未能完美帶出系列之氣氛而且配音並非最好，但《神偷系列》玩家沒有藉口拒玩；《PC Gamer UK》成員奇艾隆·吉倫表示由於不少人目標過高導致網上出現大量未完成的傑作，自己一度認為模組會被取消，但在模組完成後把它譽為《神偷系列》最佳玩家團體作品，以及任何遊戲玩家團體最偉大成就之一。

### 遊戲台詞
1. ↑  望遠鏡工作室（英语：Looking Glass Studios）. . Eidos Interactive. 1998. 妖神之短箋：我曾認識的世界是魔法之地－充滿奧秘和住著既有魅力也恐怖的生物。住在那兒的人點燃篝火，思索著在他們微弱的火光環外潛伏著甚麼。他們所有夢想、抱負和恐懼來自那黑暗。現在隨著「革新」的力量以磚頭和鵝卵石蓋住了草地，隨著他們以沉重的建築物取代了壯嚴的樹蔭，他們也以電力和光化的目光照亮了世界。隨著黑影被照亮，人類失去懼怕和做夢的能力。曾是未知之盂的黑夜成為了獨欠太陽的白晝。我構思了一個把黑暗復活的計劃，使懼怕和做夢的能力復活。然後在我的暗黑計劃實現後，他們將懂得懼怕和愛戴他們的神。－君士坦丁
2. ↑  望遠鏡工作室. . Eidos Interactive. 2000-02-29. 管理員：「奉管理員議會的命令，你必須跟我們走。加洛特，你要講道理，邏輯規定...」加洛特：「回去。」管理員：「但我們必須...」加洛特：「馬上！」阿提密斯：「你所知的已多至不想再得到更多了嗎？我們之間再沒有信任了嗎？」加洛特：「唉，那就快吧。」譯者：「吾手乃銅，吾眉乃鉛。吾受薄紅鏽之苦，被溶流沖刷，至永悲傷。」加洛特：「真不錯的詩歌。」管理員：「不是詩詞；是預言。金屬時代要來了。」
3. ↑  望遠鏡工作室. . Eidos Interactive. 2000-02-29. 加洛特：「關於危機的部分你們總算說對了。我告訴你們，你們管理員可在城市周圍種些灌木，我會擔心我自己。我會自己回去。」
4. ↑  望遠鏡工作室. . Eidos Interactive. 2000-02-29. 阿提密斯：「你有麻煩了，朋友。是來自僱用杜魯亞特殺你之人。」加洛特：「是嗎？」阿提密斯：「那就把這拿去。你一做完你的事就幫助我們。」加洛特：「別旨意。」
5. ↑  望遠鏡工作室. . Eidos Interactive. 2000-02-29. 加洛特：「我回到密屋後一直想著那封信。我知道他們在利用我，但管理員從不扭曲真相；只是把它藏在暗影之中而已。而且我也沒甚麼線索。『如你欲了解警長之秘密，明天晚上前往東港的機械教團神學院。在一適時面談中保持謹慎，你將無意聽到當中內容』。」
6. ↑  望遠鏡工作室. . Eidos Interactive. 2000-02-29. 卡拉斯：「請看，杜魯亞特警長！誕生自街上渣滓的忠心工人。我稱之為『傭人』。」警長：「這是我給你的流浪漢之一？完美的改造！」卡拉斯：「他既無所欲亦無憂慮。」
7. ↑  望遠鏡工作室. . Eidos Interactive. 2000-02-29. 卡拉斯：「我必須請你遠離那傭人，就是這樣，同時我會把我們的『志願者』叫來，這最不幸的窮小子正在外等候... 來吧，來吧，小乞丐，站在那兒，那蒙面人旁邊。現在一切就緒，因此在我對傭人發出信號時留心了。」警長：「天呀！有紅色氣體從面具出來！」卡拉斯：「繼續觀察，杜魯亞特。」警長：「但它在吞噬他們！我們有危險了！」卡拉斯：「不用怕，警長，我們在這距離是安全的。看，反應已停止了。」警長：「他們不見了！留在那兒的時甚麼？沙？不是，是塵鏽！」
8. ↑  望遠鏡工作室. . Eidos Interactive. 2000-02-29. 警長：「你的傭人計劃需要實驗品，我可以提供給你，無業遊民、流浪漢、妓女，那些不會有人記掛的人。他們會被拘捕，按上罪名等等。話雖如此，仍然有風險，因此我會給你... 二十個，沒再多的了。」
9. ↑  望遠鏡工作室. . Eidos Interactive. 2000-02-29. 卡拉斯：「現在請看，我的蠟筒機。我已用它錄下了警長說的每一個字... 既然他的聲音被保存了，杜魯亞特不會膽敢出賣我，否則他要面對他最怕的醜聞了。」
10. ↑  望遠鏡工作室. . Eidos Interactive. 2000-02-29. 加洛特：「那錄音應能讓我對杜魯亞特施加少許壓力，找出是誰僱用他殺我。今天較早前機械教團把錄音放進了保險箱但我有複製匙，因此我應該可以打開它。我不用花太多功夫就知道機械教團所有存款由城市第一銀行信託處理，它是市內最豪華的建築物之一，為城市上流社會提供財政服務。」
11. ↑  望遠鏡工作室. . Eidos Interactive. 2000-02-29. 男守衛：「快！響警報！封鎖這區域！」女守衛：「為甚麼？發生甚麼事了？」男守衛：「杜魯亞特警長被殺了！凶手有可能仍在大宅內！」女守衛：「甚麼？警長被謀殺了？怎麼可能？」男守衛：「我不知道！響警報！找幫手來！有殺人犯在逃！」女守衛：「杜魯亞特被殺了！把凶手找出來！」加洛特：「可惡！有人早一步殺了警長。我最好保持低調，否則我會被當作凶手。」
12. ↑  望遠鏡工作室. . Eidos Interactive. 2000-02-29. 加洛特：「我在杜魯亞特家中找到的匙環屬於城市警隊的莫斯里探員，但她有不在場證據。雖然如此，她與這爛攤子或許有密切關係。我不知道正在發生甚麼事，也不喜歡這樣，因此我開始跟蹤莫斯里。我知道她遲早要與她的朋友聯絡，如我所料，她剛帶著一封信離開了警局。這是我的機會。如果我能跟著她而不被發現，也許能知道這小小陰謀另一端的人是誰。」
13. ↑  望遠鏡工作室. . Eidos Interactive. 2000-02-29. 加洛特：「墳場內的傳送門把我送至一叢林中，我尾隨的負傷異端教徒不知所蹤。他仍帶著莫斯里的信件，而我仍想知道他想把它帶到哪裏去。我的計劃是追蹤他然後了解事情起末。該異端教徒已搶先在應該是他熟悉的地域前進，但地上有血跡。我希望他怱忙得沒時間處理傷口，讓我能以他留下的血跡追趕他，除非他在到達目的地前失血過多而死。」
14. ↑  望遠鏡工作室. . Eidos Interactive. 2000-02-29. 域多利亞：「加洛特。」加洛特：「域多利亞。」域多利亞：「加洛特，你想和誰戰鬥？我？抑或是我的薊？抑或是懸鈴木？」加洛特：「只是你。」域多利亞：「我不是你的敵人，加洛特。這裏任何人也不是。這才是你的敵人：機械教徒。他們想殺了你是人所共知，畢竟你是個大英雄。無論如何，你會與我們聯手對抗他們。」加洛特：「與你們聯手？實非我首選。」域多利亞：「選擇？我的選擇是為死去的朋友復仇。你全不了解何謂受苦和責任！可憐的蠢人！我可以在一瞬間... 唉，過去的已成過去。我們現在有共同的敵人，即使是你也一定看到這點。」加洛特：「看來我最近有不少敵人，怎樣也好，你情報相當靈通。」域多利亞：「我沒錯力量很強，但我從這地方獲得力量。在機械教團的地方，我沒有贏的把握。」加洛特：「真可惜。」域多利亞：「我沒時間在乎你的仇恨和諷刺，但我向你保證，加洛特，相比沒有我們，你與我們一起會更強。」
15. ↑  望遠鏡工作室. . Eidos Interactive. 2000-02-29. 域多利亞：「有時敵人必須聯手對抗更可怕的敵人。好了，告訴我，加洛特，同意或不同意？我們是否同意聯手，共享知識和技能對抗機械教團？」加洛特：「我...」域多利亞：「我把仇恨拋在一旁，大地為我見證... 我已發了誓，如我破壞承諾將受詛咒，現在你的答案是甚麼？」加洛特：「我... 同意，但我... 嗚！」域多利亞：「好，大地為你見證。」
16. ↑  望遠鏡工作室. . Eidos Interactive. 2000-02-29. 域多利亞：「你必須查出『鯨魚計劃』的內容，我們特工已多次聽到這名字。卡拉斯有個辦公室在塔內，嘗試在那兒搜集資料吧。」
17. ↑  望遠鏡工作室. . Eidos Interactive. 2000-02-29. 域多利亞：「卡拉斯本性狂熱，但連我現在也對他的野心感到害怕。你說他把這些『傭人』當作禮物送出去？」加洛特：「對，他們一定與該經文有所關係。這些傭人是武器，而貴族們剛把他們邀進了家中。我應算是幸運。」
18. ↑  望遠鏡工作室. . Eidos Interactive. 2000-02-29. 域多利亞：「這圖解證實了我特工的假設：馬卡漢之島是鯨魚計劃的集結待命地點。」加洛特：「你已知道馬卡漢之島的事？你知否我花了多大功夫才能進入該辦公室？我真的不喜歡你浪費我的時間。」域多利亞：「你真是傲慢，加洛特。不過，你低估了你對我們目標的重要性。你的行動是有價值的。」加洛特：「我們是否知道鯨魚計劃是甚麼？」域多利亞：「這圖解過於複雜無法解讀，但它轉介的人，卡弗多兄弟，是我們數月以來的最佳線索。」加洛特：「那麼我們需要他。」
19. ↑  望遠鏡工作室. . Eidos Interactive. 2000-02-29. 加洛特：「現在我對鯨魚計劃的了解已超過了我的預期。他們建造了一艘能在水下航行的船，原來這醜陋的鐵魚是我尋找卡弗多的線索，我唯一能找到他的方法是在它肚子內搭便船。域多利亞最好能感激我為她經歷的所有麻煩，因為單是在這神秘的『K.D.區』尋找卡弗多並不足夠，我說過我會把他活著帶回來。」
20. ↑  望遠鏡工作室. . Eidos Interactive. 2000-02-29. 域多利亞：「卡弗多被要求提供兩種遺物，黃銅面具和...」加洛特：「卡拉斯的傭人戴著的奴隸面具？」域多利亞：「和某種叫作『耕種機』的農業工具，每種三十個。」加洛特：「每種？即是它們有所關係。」域多利亞：「我們只能如此假定。不幸的是我們一直無法取得一個面具。」加洛特：「聽著，我想我知道可以在哪裏取得一個面具。有一位名叫布拉姆·傑偉斯恩斯的收藏家鍾情面具和頭飾。上次我去失落之城時他有取回這類東西的委託。」域多利亞：「傑偉斯恩斯？我有一個特工留意著他。機械教團一直對他示好。」加洛特：「想想就知道原因了。你的特工有甚麼他家的情報？」域多利亞：「傑偉斯恩斯正在籌備展覽，他正從避暑別墅運來他的收藏品。私人展區位於頂樓，要前往必須使用升降機，由頂樓控制。它幾乎是密封的。」加洛特：「幾乎？」域多利亞：「有說有一條秘密通道，不幸地它的位置仍是... 秘密。」加洛特：「那麼我要現在就把它找出來。遲些面具運來後我們絕不能有任何延誤，卡拉斯已躲在機械教團大教堂內，看來無論他有何打算，我們已沒時間了。」
21. ↑  望遠鏡工作室. . Eidos Interactive. 2000-02-29. 域多利亞：「不要！只要有更多有機物質，反應就會繼續。」加洛特：「會繼續多久？」域多利亞：「似乎在所有氣體沉澱成為塵粒後就安全了。加洛特，機械教團使用這些耕種機有何目的？」加洛特：「我們知道卡拉斯把它們安裝在傭人的面具內。」域多利亞：「對。」加洛特：「而傭人被安置在富有者的家中。」域多利亞：「對！是有花園的家。那裏的植物能維持一個大得足以毀滅一切的反應！」
22. ↑  望遠鏡工作室. . Eidos Interactive. 2000-02-29. 域多利亞：「不能浪費時間了，我們必須前往機械教團的大教堂。你聽說過的那信標發射器，你可以找它出來，嘗試啟動它，把傭人召到教堂！然後你必須設法使卡拉斯向他們發出信號放出鏽氣！如果我以植物充注大教堂，足以支持連鎖反應，應該能產生我們剛才所見的現象，但會毀滅卡拉斯而非城市！記得嗎，大教堂被封鎖了，是密封的！」加洛特：「你的計劃與自殺無異，我會想出更好的方法，而且我會單獨行動。」
23. ↑  望遠鏡工作室. . Eidos Interactive. 2000-02-29. 加洛特：「域多利亞！」域多利亞：「加洛特... 我失敗了，這裏的植物不足以維持反應，這些機械獸發現了我，但還有一件事我可以做。接著就看你了，我的好小偷。」加洛特：「等等，域多利亞，我們離...」域多利亞：「不！」加洛特：「域多利亞！」域多利亞：「作為植物我本身就足夠了！」
24. ↑  望遠鏡工作室. . Eidos Interactive. 2000-02-29. 加洛特：「這一切？已被記載了？」阿提密斯：「一切？」加洛特：「域多利亞的死，還有卡拉斯的死，在你們的書中記載了？」阿提密斯：「一切都是，如記錄所言。」加洛特：「還有更多？」阿提密斯：「是。」加洛特：「告訴我。」

## 外部連結
- 互联网电影数据库（IMDb）上《神偷II：金属时代》的资料（英文）